# Szałwa Amonaszwili
Szałwa Amonaszwili (ur. 8 marca 1931 w Tbilisi) – gruziński pedagog i psycholog, profesor (1980), członek Akademii Nauk Pedagogicznych ZSRR.

## Życiorys
Studiował na Uniwersytecie w Tbilisi. Po studiach pracował w gruzińskim Instytucie Pedagogiki, a w latach 1983–1991 był jego dyrektorem. W latach 1989–1991 był członkiem Akademii Nauk Pedagogicznych ZSRR. Od 1964 kierował badaniami nad nową koncepcją treści, form i metod nauczania początkowego. Głównym założeniem tej koncepcji było łączenie nauczania z wychowaniem, opieranie początkowej nauki dziecka na zasadach humanistycznych oraz wiary w uczące się dziecko wraz z przeświadczeniem o wartości samorozwoju.
Amonaszwili zmierzał do przekształcenia zajęć szkolnych w klasach z nauczaniem początkowym w "lekcje żywego szczęścia". W zaproponowanym systemie wychowawczym zwracał uwagę na współpracę, która opierała się na radości z sukcesów i postępów dzieci oraz na gotowości przychodzenia im z pomocą. Ponadto doceniał rolę samodzielności uczniów, ich zaangażowanie w przygotowanie lekcji, w formułowanie zadań, planowanie odpowiedzi oraz przygotowanie podręcznika.

## Ważniejsze prace
- Osnowy formirowanija nawykow pisma i razwitija pisemnnoj rieczi w naczalnych kłassach, 1970
- Obuczenije, ocienka, otmietka, 1980
- Sozidaja czelowieka, 1982
- Zdrawstwujtie, dieti, 1983
- Wospitatielnaja i obrazowatielnaja funkcija ocienki uczenija szkolnikow, 1984
- W szkołu – z szesti let, 1986
- Jedinstwo celi, 1987
- Licznostno-gumannaja osnowa piedagogiczeskogo prociessa, 1990